# Nagroda FIFA im. Ferenca Puskása
FIFA Puskás Award – nagroda przyznawana corocznie przez Międzynarodową Federację Piłki Nożnej (FIFA) za najpiękniejszą bramkę sezonu. Nazwana na cześć legendarnej węgierskiej gwiazdy piłkarskiej, Ferenca Puskása, która jest jedną z ikon światowego futbolu.

## Historia
Nagroda została po raz pierwszy przyznana w 2009 roku podczas ceremonii gali The Best FIFA Football Awards. Jej celem jest uhonorowanie piękna, kreatywności oraz spektakularności trafień, które stanowiły wyjątkowe momenty w futbolu. Pomysłodawcą nagrody był prezydent FIFA, Joseph Blatter, który pragnął uczcić pamięć Ferenca Puskása poprzez wyróżnienie najwybitniejszych bramek zdobytych w danym roku.

## Kryteria wyboru
Zwycięzca nagrody jest wybierany na podstawie głosowania otwartego dla publiczności, z udziałem fanów piłki nożnej z całego świata. Piłkarze, dziennikarze, trenerzy oraz fani mogą głosować na bramki wybrane przez komisję FIFA jako nominacje do nagrody. Kryteria oceny obejmują estetykę strzału, trudność wykonania, kontekst meczu oraz ogólny wpływ zdobytej bramki na emocje kibiców.

## Ceremonia
Zwycięzca nagrody jest ogłaszany podczas corocznej gali FIFA The Best Football Awards, która odbywa się zazwyczaj w grudniu. Podczas tej uroczystości prezentowane są nominowane bramki, a zwycięzca otrzymuje statuetkę oraz nagrodę finansową.

## Zwycięzcy
| 2008-09 | 2008-09           | 2008-09    | 2008-09           | 2008-09       | 2008-09  | 2008-09                        |
| Miejsce | Zawodnik          | Narodowość | Drużyna           | Przeciwnik    | Rezultat | Rozgrywki                      |
| ------- | ----------------- | ---------- | ----------------- | ------------- | -------- | ------------------------------ |
| 1       | Cristiano Ronaldo | Portugalia | Manchester United | Porto         | 1–0      | Liga Mistrzów UEFA (2008/2009) |
| 2       | Andrés Iniesta    | Hiszpania  | FC Barcelona      | Chelsea       | 1–1      | Liga Mistrzów UEFA (2008/2009) |
| 3       | Grafite           | Brazylia   | VFL Wolfsburg     | Bayern Múnich | 5–1      | 2008-09 Bundesliga             |

| 2009-10 | 2009-10                  | 2009-10    | 2009-10  | 2009-10    | 2009-10  | 2009-10                                             |
| Miejsce | Zawodnik                 | Narodowość | Drużyna  | Przeciwnik | Rezultat | Rozgrywki                                           |
| ------- | ------------------------ | ---------- | -------- | ---------- | -------- | --------------------------------------------------- |
| 1       | Hamit Altıntop           | Turcja     | Turcja   | Kazachstan | 2–0      | Mistrzostwa Europy w Piłce Nożnej 2012 (eliminacje) |
| 2       | Linus Hallenius          | Szwecja    | Hammarby | Syrianska  | 2–0      | Superettan 2010                                     |
| 3       | Giovanni van Bronckhorst | Holandia   | Holandia | Urugwaj    | 1–0      | Mistrzostwa Świata w Piłce Nożnej 2010              |

| 2010-11 | 2010-11      | 2010-11    | 2010-11           | 2010-11         | 2010-11  | 2010-11                            |
| Miejsce | Zawodnik     | Narodowość | Drużyna           | Przeciwnik      | Rezultat | Rozgrywki                          |
| ------- | ------------ | ---------- | ----------------- | --------------- | -------- | ---------------------------------- |
| 1       | Neymar       | Brazylia   | Santos            | Flamengo        | 4–5      | 2011 Campeonato Brasileiro Série A |
| 2       | Wayne Rooney | Anglia     | Manchester United | Manchester City | 2–1      | 2010-11 Premier League             |
| 3       | Lionel Messi | Argentyna  | FC Barcelona      | Arsenal         | 3-1      | Liga Mistrzów UEFA (2010/2011)     |

| 2011-12 | 2011-12        | 2011-12    | 2011-12         | 2011-12         | 2011-12  | 2011-12                                |
| Miejsce | Zawodnik       | Narodowość | Drużyna         | Przeciwnik      | Rezultat | Rozgrywki                              |
| ------- | -------------- | ---------- | --------------- | --------------- | -------- | -------------------------------------- |
| 1       | Miroslav Stoch | Słowacja   | Fenerbahçe      | Gençlerbirliği  | 6-1      | 2011–12 Süper Lig                      |
| 2       | Radamel Falcao | Kolumbia   | Atlético Madrid | América de Cali | 1-2      | Mecz towarzyski                        |
| 3       | Neymar         | Brazylia   | Santos          | Internacional   | 3-1      | Fase de grupos de la Copa Libertadores |

| 2012-13 | 2012-13            | 2012-13    | 2012-13  | 2012-13    | 2012-13  | 2012-13                      |
| Miejsce | Zawodnik           | Narodowość | Drużyna  | Przeciwnik | Rezultat | Rozgrywki                    |
| ------- | ------------------ | ---------- | -------- | ---------- | -------- | ---------------------------- |
| 1       | Zlatan Ibrahimović | Szwecja    | Szwecja  | Anglia     | 4-2      | Mecz towarzyski              |
| 2       | Nemanja Matić      | Serbia     | Benfica  | Porto      | 2-2      | 2012–13 Primeira Liga        |
| 3       | Neymar             | Brazylia   | Brazylia | Japonia    | 3-0      | 2013 FIFA Confederations Cup |

| 2013-14 | 2013-14          | 2013-14    | 2013-14         | 2013-14        | 2013-14  | 2013-14                         |
| Miejsce | Zawodnik         | Narodowość | Drużyna         | Przeciwnik     | Rezultat | Rozgrywki                       |
| ------- | ---------------- | ---------- | --------------- | -------------- | -------- | ------------------------------- |
| 1       | James Rodríguez  | Kolumbia   | Kolumbia        | Urugwaj        | 2-0      | 2014 FIFA World Cup             |
| 2       | Stephanie Roche  | Irlandia   | Peamount United | Wexford Youths | 1-0      | 2013–14 Women's National League |
| 3       | Robin van Persie | Holandia   | Holandia        | Hiszpania      | 5-1      | 2014 FIFA World Cup             |

| 2014-15 | 2014-15             | 2014-15    | 2014-15   | 2014-15             | 2014-15  | 2014-15                        |
| Miejsce | Zawodnik            | Narodowość | Drużyna   | Przeciwnik          | Rezultat | Rozgrywki                      |
| ------- | ------------------- | ---------- | --------- | ------------------- | -------- | ------------------------------ |
| 1       | Wendell Lira        | Brazylia   | Goianésia | Atlético Goianiense | 2–1      | 2015 Campeonato Goiano         |
| 2       | Lionel Messi        | Argentyna  | Barcelona | Athletic Bilbao     | 3–1      | 2014–15 Copa del Rey           |
| 3       | Alessandro Florenzi | Włochy     | Roma      | Barcelona           | 1–1      | Liga Mistrzów UEFA (2014.2015) |

| 2015-16 | 2015-16            | 2015-16    | 2015-16      | 2015-16    | 2015-16  | 2015-16                                       |
| Miejsce | Zawodnik           | Narodowość | Drużyna      | Przeciwnik | Rezultat | Rozgrywki                                     |
| ------- | ------------------ | ---------- | ------------ | ---------- | -------- | --------------------------------------------- |
| 1       | Mohd Faiz Subri    | Malezja    | Pulau Pinang | Pahang     | 4–1      | 2016 Malaysia Super League                    |
| 2       | Johnath Marlone    | Brazylia   | Corinthians  | Cobresal   | 3–0      | 2016 Copa Libertadores                        |
| 3       | Daniuska Rodríguez | Wenezuela  | Venezuela    | Kolumbia   | 4–0      | 2016 South American U-17 Women's Championship |

| 2016-17 | 2016-17           | 2016-17           | 2016-17   | 2016-17         | 2016-17  | 2016-17                          |
| Miejsce | Zawodnik          | Narodowość        | Drużyna   | Przeciwnik      | Rezultat | Rozgrywki                        |
| ------- | ----------------- | ----------------- | --------- | --------------- | -------- | -------------------------------- |
| 1       | Olivier Giroud    | Francja           | Arsenal   | Crystal Palace  | 2–0      | 2016-17 Premier League           |
| 2       | Oscarine Masuluke | Południowa Afryka | Baroka    | Orlando Pirates | 1–1      | 2016-17 Premier Soccer League    |
| 3       | Deyna Castellanos | Wenezuela         | Wenezuela | Kamerun         | 2–1      | 2016 FIFA U-17 Women's World Cup |

| 2017-18 | 2017-18                | 2017-18    | 2017-18     | 2017-18         | 2017-18  | 2017-18                          |
| Miejsce | Zawodnik               | Narodowość | Drużyna     | Przeciwnik      | Rezultat | Rozgrywki                        |
| ------- | ---------------------- | ---------- | ----------- | --------------- | -------- | -------------------------------- |
| 1       | Mohamed Salah          | Egipt      | Liverpool   | Everton         | 2–0      | 2016–17 Premier League           |
| 2       | Cristiano Ronaldo      | Portugalia | Real Madrid | Juventus        | 3–0      | Liga Mistrzów UEFA (2017/2018)   |
| 3       | Giorgian De Arrascaeta | Urugwaj    | Cruzeiro    | América Mineiro | 3–1      | 2016 FIFA U-17 Women's World Cup |

| 2018-19 | 2018-19                | 2018-19    | 2018-19     | 2018-19     | 2018-19  | 2018-19                     |
| Miejsce | Zawodnik               | Narodowość | Drużyna     | Przeciwnik  | Rezultat | Rozgrywki                   |
| ------- | ---------------------- | ---------- | ----------- | ----------- | -------- | --------------------------- |
| 1       | Daniel Zsori           | Rumunia    | Debrecen    | Ferencváros | 2–1      | 2018–19 Nemzeti Bajnokság I |
| 2       | Lionel Messi           | Argentyna  | Barcelona   | Real Betis  | 4–1      | 2018–19 La Liga             |
| 3       | Juan Fernando Quintero | Kolumbia   | River Plate | Racing Club | 2–0      | 2018–19 Superliga Argentina |

| 2019-20 | 2019-20                | 2019-20          | 2019-20           | 2019-20      | 2019-20  | 2019-20                            |
| Miejsce | Zawodnik               | Narodowość       | Drużyna           | Przeciwnik   | Rezultat | Rozgrywki                          |
| ------- | ---------------------- | ---------------- | ----------------- | ------------ | -------- | ---------------------------------- |
| 1       | Son Heung-min          | Korea Południowa | Tottenham Hotspur | Burnley FC   | 5–0      | 2019–20 Premier League             |
| 2       | Luis Suárez            | Urugwaj          | Barcelona         | RCD Mallorca | 4–1      | 2019–20 La Liga                    |
| 3       | Giorgian De Arrascaeta | Urugwaj          | Flamengo          | Ceará        | 3–0      | 2019 Campeonato Brasileiro Série A |

| 2020-21 | 2020-21       | 2020-21    | 2020-21           | 2020-21    | 2020-21  | 2020-21                        |
| Miejsce | Zawodnik      | Narodowość | Drużyna           | Przeciwnik | Rezultat | Rozgrywki                      |
| ------- | ------------- | ---------- | ----------------- | ---------- | -------- | ------------------------------ |
| 1       | Erik Lamela   | Argentyna  | Tottenham Hotspur | Arsenal FC | 1–0      | 2020–21 Premier League         |
| 2       | Mehdi Taremi  | Iran       | Porto             | Chelsea FC | 1–0      | Liga Mistrzów UEFA (2020/2021) |
| 3       | Patrik Schick | Czechy     | Czechy            | Szkocja    | 2–0      | UEFA Euro 2020                 |

| 2021-22 | 2021-22       | 2021-22    | 2021-22      | 2021-22      | 2021-22  | 2021-22                               |
| Miejsce | Zawodnik      | Narodowość | Drużyna      | Przeciwnik   | Rezultat | Rozgrywki                             |
| ------- | ------------- | ---------- | ------------ | ------------ | -------- | ------------------------------------- |
| 1       | Marcin Oleksy | Polska     | Warta Poznań | Stal Rzeszów | 1–0      | 2022 PZU Amp Futbol Ekstraklasa       |
| 2       | Dimitri Payet | Francja    | Marseille    | PAOK         | 2–0      | 2021–22 UEFA Europa Conference League |
| 3       | Richarlison   | Brazylia   | Brazylia     | Serbia       | 2–0      | 2022 FIFA World Cup                   |

| 2022-23 | 2022-23           | 2022-23    | 2022-23                | 2022-23         | 2022-23  | 2022-23                            |
| Miejsce | Zawodnik          | Narodowość | Drużyna                | Przeciwnik      | Rezultat | Rozgrywki                          |
| ------- | ----------------- | ---------- | ---------------------- | --------------- | -------- | ---------------------------------- |
| 1       | Guilherme Madruga | Brazylia   | Botofago SP            | Novorizontino   | 1–0      | 2023 Campeonato Brasileiro Série B |
| 2       | Nuno Santos       | Portugalia | Sporting CP            | Boavista        | 1–0      | 2022–23 Primeira Liga              |
| 3       | Julio Enciso      | Paragwaj   | Brighton & Hove Albion | Manchester City | 1–1      | 2022–23 Premier League             |